# بخش سن-فلور
بخش سن-فلور (به فرانسوی: Arrondissement de Saint-Flour) یک بخش در فرانسه است که در کانتال واقع شده‌است.